# Speocera krikkeni
Speocera krikkeni là một loài nhện trong họ Ochyroceratidae. Loài này phân bố ở Sumatra.